# Koninklijk Fanfare De Eendracht Borchtlombeek
Koninklijk Fanfare de Eendracht Borchtlombeek is een fanfare met harmoniebezetting uit Borchtlombeek in de Belgische provincie Vlaams-Brabant. De fanfare staat onder muzikale leiding van dirigent Andy Asselman. Sinds 2007 werkt de fanfare samen met de Harmonie van Herzele.

## Geschiedenis
De fanfare werd opgericht in 1870. Rond de eeuwwisseling de fanfare zich ontwikkeld tot volwaardige fanfare. In die tijd stond de fanfare onder leiding van de heer Louis.
In de tweede helft van de jaren 20 gaf de fanfare jaarlijks een concert op de Grote Markt van Brussel. Na gedwongen inactiviteit tijdens de Tweede Wereldoorlog stond deze fanfare op 3 juni 1945 terug paraat om de eerste naoorlogse processie op te luisteren. Vandaag de dag spelen ze geregeld een concert of luisteren ze een gebeurtenis op. Hiervoor spelen ze samen met de Harmonie van Herzele, wat tot stand kwam omdat de dirigent van de fanfare ook dirigent werd van de Harmonie.
De fanfare behield zijn naam fanfare maar sinds enkele decennia is het wel een harmoniebezetting geworden. Het behoud van de naam was een bewuste keuze omdat ze geen breuk wilden met het verleden..

## Uniform
De heer Maurits Pralle voerde het eerste uniform van de fanfare in. Dit uniform bestond uit:
- een kepie (blauw-grijs-wit) voor de heren en een bootje (blauw-grijs) voor de dames;
- een donkerblauwe vest met vergulde knopen en met vergulde harpen op de kraag en schild van de eendracht op de borstzak;
- lichtgrijze (vaste tint) broek voor de heren en rok voor de dames;
- wit hemd;
- donkerblauwe das met harp;
- zwarte schoenen.

Door de tijd heen verdween de kepie en het bootje. Nog later werd deze vervangen door een zandkleurig polo'tje met zwarte broek en zwarte schoenen.
Door de samenwerking met de Harmonie van Herzele is de klederdracht verandert in een wit hemd, zwarte broek en zwarte schoenen.

## Lijst van dirigenten
- H. Raspé
- L. De Vos
- J. Pepersack
- E. De Vos
- E. Vanneau
- A. Nobels
- A. De Doncker
- E. De Vos (kleinzoon van eerder genoemde dirigent L. De Vos)
- Andy Asselman